# Are you Happy?/A gonna
「Are you Happy?/A gonna」（アー・ユー・ハッピー?/エエガナ）は、2018年6月13日にアップフロントワークス（zetimaレーベル）から発売されたモーニング娘。の65枚目のシングル。「モーニング娘。'18」（モーニングむすめ。ワンエイト）名義でのリリース。

## 構成
- フィジカルシングルとしては前作『邪魔しないで Here We Go!/弩級のゴーサイン/若いんだし!』から8か月ぶりと最長（当時）の間隔でのリリース。
- 12期メンバー尾形春水ラスト参加シングル。
- つんく作詞・作曲の楽曲のみで構成されたモーニング娘。のCDシングルは、2015年12月29日リリースの60枚目のシングル『冷たい風と片思い/ENDLESS SKY/One and Only』以来5作ぶりとなる。

Are you Happy?
- センターは尾形春水、牧野真莉愛[6]。メインボーカルは譜久村聖、佐藤優樹、小田さくら。その他12期メンバーである尾形春水、野中美希、牧野真莉愛、羽賀朱音にソロパートが存在している。

A gonna
- ソロパートが譜久村聖、小田さくらに存在している。

## リリース
初回生産限定盤A・B・SP・通常盤A・Bの5形態で発売され、このうち初回生産限定盤A・B・SPにはDVDが付属する。初回生産限定盤SPにはイベント抽選応募券が封入される。初回仕様の全ての通常盤にはトレーディングカード（通常盤A：「Are you Happy?」衣裳のソロ13種+集合1種よりランダムで1枚、通常盤B：「A gonna」衣裳のソロ13種+集合1種よりランダムにて1枚）が封入されている。

## チャート成績
2018年6月25日付オリコン週間シングルランキングにて約11.4万枚を売り上げ首位を獲得。同ランキングでの首位獲得は『セクシーキャットの演説/ムキダシで向き合って/そうじゃない』以来、3作ぶり通算19枚目となる。また、13期メンバー（加賀楓・横山玲奈）及び14期メンバー（森戸知沙希）が加入してから初の首位獲得シングルとなった。自身が歴代1位記録を持つ「シングルTOP10入り作品数」を通算65作に更新した。

## 収録曲

### CD（全盤共通）
| #  | タイトル                         | 作詞   | 作曲   | 編曲       | 時間 |
| -- | -------------------------------- | ------ | ------ | ---------- | ---- |
| 1. | 「Are you Happy?」               | つんく | つんく | 平田祥一郎 | 4:17 |
| 2. | 「A gonna」                      | つんく | つんく | 大久保薫   | 3:35 |
| 3. | 「Are you Happy?」(Instrumental) |        |        |            | 4:16 |
| 4. | 「A gonna」(Instrumental)        |        |        |            | 3:37 |

| #  | タイトル                        | 作詞 | 作曲・編曲 | 時間 |
| -- | ------------------------------- | ---- | ---------- | ---- |
| 1. | 「Are you Happy?」(Music Video) |      |            | 5:16 |

| #  | タイトル                 | 作詞 | 作曲・編曲 | 時間 |
| -- | ------------------------ | ---- | ---------- | ---- |
| 1. | 「A gonna」(Music Video) |      |            | 4:16 |

| #  | タイトル                                 | 作詞 | 作曲・編曲 | 時間  |
| -- | ---------------------------------------- | ---- | ---------- | ----- |
| 1. | 「Are you Happy?」(Dance Shot ver.)      |      |            | 4:24  |
| 2. | 「A gonna」(Dance Shot ver.)             |      |            | 3:46  |
| 3. | 「Are you Happy?」(MV撮影メイキング映像) |      |            | 13:46 |

## リリース日一覧
| 地域 | リリース日    | レーベル | 規格                                              | カタログ番号                      |
| ---- | ------------- | -------- | ------------------------------------------------- | --------------------------------- |
| 日本 | 2018年6月13日 | zetima   | CDマキシシングル+DVD                              | EPCE-7398〜99（初回生産限定盤A）  |
| 日本 | 2018年6月13日 | zetima   | CDマキシシングル+DVD                              | EPCE-7400〜01（初回生産限定盤B）  |
| 日本 | 2018年6月13日 | zetima   | CDマキシシングル+DVD                              | EPCE-7402〜03（初回生産限定盤SP） |
| 日本 | 2018年6月13日 | zetima   | CDマキシシングル                                  | EPCE-7404（通常盤A）              |
| 日本 | 2018年6月13日 | zetima   | CDマキシシングル                                  | EPCE-7405（通常盤B）              |
| 日本 | 2018年6月13日 | zetima   | ダウンロードシングル （LC-AAC）                   |                                   |
| 日本 | 2018年6月13日 | zetima   | ハイレゾダウンロードシングル （FLAC 96kHz/24bit） |                                   |

## 参加メンバー
- 9期：譜久村聖、生田衣梨奈
- 10期：飯窪春菜、石田亜佑美、佐藤優樹
- 11期：小田さくら
- 12期：尾形春水、野中美希、牧野真莉愛、羽賀朱音
- 13期：加賀楓、横山玲奈
- 14期：森戸知沙希

## 参加ミュージシャン
Are you Happy?
- Sound Produce：つんく♂
- Programming：平田祥一郎
- Chorus：譜久村聖、佐藤優樹、小田さくら

A gonna
- Sound Produce：つんく♂
- Keyboard & Programming：大久保薫
- Chorus：小田さくら